# Carlos Orlando Caballero
Carlos Orlando Caballero Sánchez (n. Olanchito, Yoro, Honduras, 5 de diciembre de 1958) es un exfutbolista y entrenador hondureño. Actualmente dirige al Deportes Savio de la Liga de Ascenso de Honduras.

## Carrera en clubes
Jugó en el Vida, Real España, Marathón y Real Maya entre 1978 y 1993, marcando 34 goles en 275 partidos.

## Selección nacional
Hizo parte de la Selección de fútbol de Honduras que disputó la Copa Mundial de Fútbol de 1982 en España.

### Participaciones en Copas del Mundo
| Mundial              | Sede   | Resultado      |
| -------------------- | ------ | -------------- |
| Copa Mundial de 1982 | España | Fase de grupos |

## Clubes

### Como futbolista
| Club        | País     | Año         | PJ  | G  |
| ----------- | -------- | ----------- | --- | -- |
| Vida        | Honduras | 1978 - 1980 | 39  | 2  |
| Real España | Honduras | 1980 - 1991 | 203 | 30 |
| Marathón    | Honduras | 1991 - 1992 | 21  | 2  |
| Real Maya   | Honduras | 1992 - 1993 | 12  | 0  |

### Como entrenador
| Club           | País     | Año         |
| -------------- | -------- | ----------- |
| Real España    | Honduras | 2006        |
| Social Sol     | Honduras | 2009        |
| Hispano        | Honduras | 2011        |
| Villanueva     | Honduras | 2013        |
| Social Sol     | Honduras | 2016        |
| Deportes Savio | Honduras | 2017        |
| Platense       | Honduras | 2019        |
| Villanueva FC  | Honduras | 2023        |
| Lone FC        | Honduras | 2023 - Act. |

## Palmarés

### Como futbolista

#### Torneos nacionales
| Título                    | Club        | País     | Año     |
| ------------------------- | ----------- | -------- | ------- |
| Liga Nacional de Honduras | Real España | Honduras | 1988-89 |
| Liga Nacional de Honduras | Real España | Honduras | 1990-91 |

#### Torneos internacionales
| Título             | Club                  | Sede           | Año  |
| ------------------ | --------------------- | -------------- | ---- |
| Copa de CONCACAF   | Selección de Honduras | Tegucigalpa    | 1981 |
| Torneo de la UNCAF | Real España           | Quetzaltenango | 1982 |

### Como entrenador
| Título           | Club       | País     | Año  |
| ---------------- | ---------- | -------- | ---- |
| Final de Ascenso | Social Sol | Honduras | 2016 |